# I (bài hát của Taeyeon)
"I" là đĩa đơn đầu tay của nữ ca sĩ người Hàn Quốc Taeyeon nằm trong đĩa mở rộng đầu tay cùng tên của cô, được SM Entertainment phát hành vào ngày 7 tháng 10 năm 2015. Ca khúc có sự hợp tác từ rapper người Hàn Quốc Verbal Jint, với phần âm nhạc bắt nguồn từ một bản phối khí do nhiều nhạc sĩ biên soạn. Taeyeon và Verbal Jint sáng tác phần lời tiếng Hàn cho "I" cùng sự hỗ trợ từ Mafly. Đây là một bản pop rock có nhịp độ trung bình cùng âm thanh kết hợp giữa guitar điện và nhịp trống dồn dập. Nội dung bài hát kể về những tự truyện và cảm xúc chân thật của Taeyeon xuyên suốt những ngày tháng hoạt động âm nhạc. Cô muốn hướng đến sự kỳ vọng và quyết tâm cho tương lai phía trước. 
"I" nhận được nhiều đánh giá tích cực không chỉ từ các phóng viên tin tức mà còn từ giới phê bình âm nhạc tại Hàn Quốc. Họ ca ngợi yếu tố nhạc lý trong bài hát, sự sáng tạo trong âm nhạc của Taeyeon, giọng hát mạnh mẽ của cô, cùng với phần rap của Verbal Jint hòa hợp tuyệt vời với nữ ca sĩ. "I" đạt hạng nhất trên các bảng xếp hạng nhạc số hàng tuần và hàng tháng của Circle. Bài hát bán được 2,5 triệu bản nhạc số tính đến tháng 10 năm 2018. "I" thắng tổng cộng 11 giải thưởng chương trình âm nhạc Hàn Quốc, mang về giải bài hát của tháng 10 tại Circle Chart và Digital Bonsang tại giải thưởng Đĩa vàng lần thứ 30.
Video âm nhạc (MV) "I" được ghi hình toàn bộ tại Auckland, New Zealand. Trong đó, Taeyeon đóng hai vai đối lập: một vai cô hầu bàn tại quán cà phê và một vai người con gái ở chốn thiên nhiên yên bình. Nội dung MV diễn tả hành trình nữ ca sĩ tìm đến bản thân thực sự của mình để đạt được sự tự do. Các ấn phẩm đều ca ngợi các cảnh quay tuyệt đẹp tại New Zealand cùng tạo hình của Taeyeon trong MV "I" phù hợp với chủ đề bài hát. Để quảng bá cho "I", Taeyeon trình diễn bài hát này trên các chương trình âm nhạc Hàn Quốc như M Countdown, Music Bank, Show! Music Core và Inkigayo. Nữ ca sĩ còn đưa "I" vào danh sách tiết mục biểu diễn trong nhiều buổi hòa nhạc và chuyến lưu diễn khác nhau do cô chủ trì.

## Bối cảnh

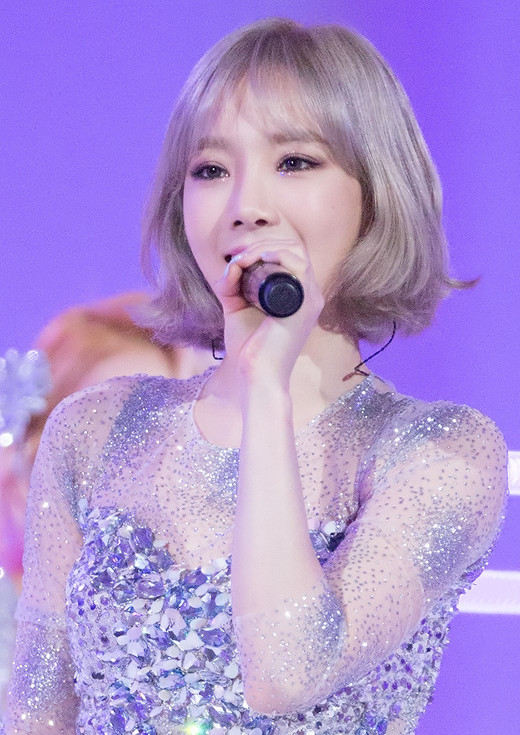
Taeyeon trở thành thành viên Girls' Generation đầu tiên hoạt động solo với "I" và EP cùng tên.

Giới chuyên môn đánh giá cao Taeyeon nhờ vào chất giọng xuất sắc của nữ ca sĩ xuyên suốt sự nghiệp từ hoạt động cùng nhóm nhạc Girls' Generation và dự án phụ Girls' Generation-TTS cho đến thể hiện loạt ca khúc nhạc phim Hàn Quốc và hợp tác với nhiều nhạc sĩ khác. Nhiều sản phẩm có sự góp giọng của Taeyeon đạt thành tích cao trên các bảng xếp hạng âm nhạc. Cô được mệnh danh là "thần tượng có giọng hát xuất sắc nhất", "nữ hoàng OST" và "ca sĩ có giọng hát truyền cảm nhất". Ngày 30 tháng 9 năm 2015, Taeyeon thông báo bắt đầu sự nghiệp solo trên các trang chính thức và mạng xã hội của công ty SM Entertainment bằng cách ấn định ngày phát hành đĩa mở rộng (EP) đầu tay I vào 7 tháng 10, qua đó cô trở thành thành viên Girls' Generation đầu tiên hoạt động solo. SM Entertainment giới thiệu đĩa đơn cùng tên được phát hành chung ngày với EP, trong đó có sự hợp tác của nam nhạc sĩ kiêm rapper Verbal Jint.
Theo ghi chú trong sách ảnh đi kèm với I, "I" bắt nguồn từ một bản phối khí mang tên "American Beauty" do các nhạc sĩ Myah Marie Langston, Bennett Armstrong, Justin T. Armstrong, Cosmopolitan Douglas, David Quinones, Jon Asher và Ryan S. Jhun biên soạn. Taeyeon và Verbal Jint tham gia viết lời tiếng Hàn, cùng sự hỗ trợ từ Mafly. G-high đảm nhận vai trò chỉ đạo giọng hát, vận hành công cụ Pro Tools và chỉnh sửa giọng hát bổ sung cho "I" tại phòng thu MonoTree. Nhạc sĩ Kim Chul-soon phụ trách thu âm và trộn âm ca khúc tại phòng thu SM Blue Ocean, còn kỹ sư Yoo Ji-sang thì đảm nhận vai trò thu âm tương tự cho "I" tại MonoTree.
Trong một buổi phát trực tiếp giới thiệu EP đầu tay trước ngày ra mắt trên V Live, Taeyeon tiết lộ rằng "I" là bài hát đầu tiên cô phải chỉnh sửa và thu âm lại nhiều lần, vì đây là ca khúc mà nữ ca sĩ tâm đắc nhất. Cô muốn sản phẩm đạt đến sự hoàn hảo, với chất giọng tự nhiên và chân thật nhất có thể. Verbal Jint cho biết cơ duyên hợp tác với Taeyeon đến từ việc SM Entertainment liên hệ công ty Brand New Music nhằm tìm nghệ sĩ hip hop góp giọng cho "I". Nam rapper đồng ý tham gia vì Taeyeon là thành viên anh yêu thích nhất trong nhóm Girls' Generation, và anh muốn hỗ trợ cô trong EP đầu tay quan trọng này. Tuy vậy, Taeyeon và Verbal Jint hoàn toàn không gặp mặt nhau trong suốt quá trình thực hiện ca khúc.

## Nhạc và lời
Các nhà phê bình âm nhạc xếp "I" vào thể loại pop rock. Park Byung-woon từ Music Y nhận thấy rằng bài hát sử dụng tiến trình hợp âm phong cách power ballad để gia tăng tiết tấu ở nửa bài sau. Phần lời "I" tuân theo cấu trúc điệp khúc–phân khúc rap–điệp khúc–phân khúc hát–điệp khúc–chuyển tiếp–điệp khúc. Theo thông cáo báo chí từ SM Entertainment, "I" mang nhịp độ trung bình, kết hợp giữa âm thanh guitar điện và nhịp trống dồn dập. Đây cũng là ca khúc đầu tiên mà Taeyeon tham gia sáng tác lời, kể lại những trải nghiệm và cảm xúc chân thật của cô trong suốt hành trình hoạt động âm nhạc. Nữ ca sĩ chia sẻ rằng mình muốn gửi gắm sự kỳ vọng và quyết tâm hướng về tương lai trong ca khúc này.
Theo Osen, "I" đánh dấu bước chuyển mình của Taeyeon so với lúc hoạt động trong Girls' Generation và thể hiện những bản ballad nhạc phim trước đây, cho thấy nữ ca sĩ đã mở rộng tư duy và phong cách nghệ thuật trong âm nhạc của cô. Từ những đoạn điệp khúc nốt cao như "Bicheul ssodneun sky / Geu arae seon I / Kkumkkudeushi fly / My life is a beauty", nữ ca sĩ cho thấy bản thân hoàn toàn xứng đáng với biệt danh của người hâm mộ dành tặng cho cô: "gangster âm sắc". Trên chương trình You Hee-yeol's Sketchbook, Taeyeon cho biết ý nghĩa của từ "I" lặp lại trong điệp khúc bài hát nhằm nhấn mạnh bản thân theo cách tự do hơn, trong những lúc cô cố gắng vượt qua những trắc trở trong cuộc sống.:10:10
Hết điệp khúc đầu tiên là một phân khúc rap dài duy nhất của Verbal Jint đóng vai trò làm cố vấn cho Taeyeon tìm đến ước mơ: "Eodiseo mani deureobon iyagi / Miun oriwa baekjo tto nalgi jeone nabi / Saramdeureun molla neoye nalgaereul mot bwa / Niga mannan segeraneun geon janinhaljido molla." Sau đoạn rap là phần điệp khúc được lặp lại lần nữa. Ở phân khúc hát duy nhất, Taeyeon hồi tưởng lại những lần cô phải chịu đựng và thể hiện cảm xúc run rẩy. Đến đoạn bridge chuyển tiếp của "I", nữ ca sĩ mơ ước chính mình sẽ không còn cảm thấy thất vọng nữa và được bay đến một nơi xa hơn. Trong đoạn điệp khúc cuối có xuất hiện tiếng hát dàn hợp xướng, Taeyeon đã thể hiện hết mình với tông giọng cao chót vót. Jeff Benjamin của Billboard so sánh chất liệu của "I" có phần giống với "State of Grace" (2012) của nữ ca sĩ người Mỹ Taylor Swift. Tuy nhiên đoạn qua điệp khúc cuối cùng, nhà phê bình nhấn mạnh điểm khác biệt là Swift sẽ không thể có một chất giọng tuyệt vời như Taeyeon.

## Đánh giá chuyên môn
"I" nhận được nhiều đánh giá tích cực từ các phóng viên tin tức và giới phê bình âm nhạc. Họ không chỉ khen ngợi về mặt nhạc lý của bài hát mà còn tán dương sự đổi mới trong âm nhạc của Taeyeon, chất giọng khỏe khoắn của cô, cũng như phân đoạn rap của Verbal Jint kết hợp hoàn hảo với nữ ca sĩ. Trên Osen, Seon Mi-kyung khẳng định với "I", Taeyeon đã thành công trong việc mang đến một luồng gió mới, khác hẳn với "phong cách Taeyeon" mà cô từng thể hiện. Phóng viên Yoon Hyo-jung của Newsen đánh giá "I" là một bài hát phù hợp hoàn hảo với bầu không khí mơ mộng của EP cùng tên. Theo ý kiến từ Hwang Seon-eop của IZM, chính vì Taeyeon bỏ phần nhạc dạo và đi thẳng vào phần hát lẫn rap đã tạo nên sự mới mẻ cho "I" so với những ca khúc Girls' Generation hoặc bản ballad nhạc phim khác. Nhà phê bình giá cao lời bài hát tự truyện, cùng sự cân bằng giữa phần giai điệu phối khí sôi động và giọng hát mạnh mẽ của Taeyeon trong "I".
Trên Music Y, Kim Sung-hwan nhận định vốn dĩ giai điệu phối khí pop rock đã là bình thường ở thị trường âm nhạc ngoài Hàn Quốc, song nếu kết hợp chung với chất giọng của Taeyeon thì "I" lại là một "lựa chọn hoàn hảo". Tương tự, Kim Jung-won tán dương giọng hát ăn khớp với nhạc cụ của Taeyeon làm cho bài hát ổn định hơn và củng cố thêm cá tính thể hiện của cô. Về mặt cấu trúc, Kim Byung-woo cho biết cách sắp xếp bố cục lời bài hát của "I" tạo điều kiện cho Taeyeon tập trung phô diễn thế mạnh của cô. Nhà phê bình viết thêm, việc âm thanh keyboard không phải là điểm nhấn trong "I" bất chấp định dạng của ban nhạc lại chứng minh ca khúc có thể thưởng thức ở mọi thể loại. Jung Byung-wook thì nhận xét sự kết hợp giữa những yếu tố tâm trạng lo âu, âm thanh guitar tươi sáng và lời bài hát đầy ấn tượng trong "I" đã mang đến "nét quyến rũ của truyện tranh dành cho nam giới". Tuy nhiên, Park Byung-woon chỉ trích đoạn rap của Verbal Jint gây mất cảm xúc hùng vĩ hoàn toàn ở nửa bài hát đầu và đáng thất vọng so với bài "U R" trong I.

## Video âm nhạc

Hình chụp cảnh kết video âm nhạc cho thấy Taeyeon đóng hai vai trong "I".

Trước khi phát hành video âm nhạc (MV) cho "I", Taeyeon đăng tải một bức hình cô chụp chung với những chú cừu trên một cánh đồng ở New Zealand vào ngày 1 tháng 10 năm 2015 để nhá hàng. Khi đó, cô diện mái tóc vàng và khoác chiếc áo len cardigan dài màu be như một cô gái trang trại. Ngày 2 tháng 10, SM Entertainment đăng tải loạt ảnh chụp và hé lộ MV "I" được ghi hình hoàn toàn tại Auckland, New Zealand. Chiều cùng ngày, Taeyeon đăng tải video hậu trường ngắn của MV bài hát trên SM Everyshot. SM Entertainment lần lượt tung preview và teaser cho MV "I" vào các ngày 3 và 5 tháng 10. Video âm nhạc của "I" chính thức được phát hành vào lúc 12 giờ ngày 7 tháng 10 năm 2015 theo giờ Hàn Quốc.
MV "I" có sự góp mặt của anh trai Taeyeon làm quần chúng và Verbal Jint ở một phân cảnh cách biệt. Trên Sunny's FM Date, Verbal Jint bảo rằng dù rất muốn nhưng anh không thể đến New Zealand để quay MV cùng Taeyeon và đành ghi hình phân cảnh riêng tại một phòng quay trong nhà ở Samseong-dong, Gangnam-gu. Cảnh quay ở quán cà phê trong MV được thực hiện tại tiệm The Portland Public House ở Kingsland, New Zealand. Trong MV "I", Taeyeon đóng hai vai đối lập: một vai cô hầu bàn tại quán cà phê có môi trường làm việc khắc nghiệt và một vai người con gái đang tự do vui đùa ở chốn thiên nhiên yên bình. Nội dung MV mô tả hành trình nữ ca sĩ tìm đến bản thân thực sự của mình để đạt được sự tự do. Lúc Taeyeon bắt gặp một con bướm tượng trưng cho ước mơ của cô, nữ ca sĩ đã nhận ra mình cần phải làm gì và bước qua được rào cản của thực tế để đối mặt với bản thân thực sự. Taeyeon lấy chìa khóa xe, rời khỏi quán cà phê và lái xe dọc đường bờ biển. Cảnh cuối cùng của MV là thời điểm hai phiên bản đối lập của Taeyeon gặp được nhau. Các ấn phẩm đều ca ngợi quang cảnh ngoài trời tuyệt đẹp tại New Zealand cùng tạo hình của Taeyeon trong MV "I" phù hợp với chủ đề bài hát.

## Biểu diễn trực tiếp
Ngày 8 tháng 10 năm 2015, Taeyeon trình diễn "I" lần đầu trên M Countdown của Mnet, với đoạn rap của ca khúc do Kanto thể hiện. Ngày tiếp theo, cô và Kanto tiếp tục biểu diễn "I" trên Music Bank của KBS2. Họ trở lại M Countown để trình diễn "I" vào ngày 15 tháng 10 năm 2015. Lần lượt trong các ngày 17 và 18 tháng 10, Taeyeon và Kanto góp mặt trên Show! Music Core của MBC và Inkigayo của SBS với "I". Ở chuyến lưu diễn solo Very Special Day bảy ngày cháy vé, Taeyeon trình diễn "I" cùng ca khúc khác trong EP đầu tay cùng tên. Lúc đang hát "I" trên chương trình thực tế Daily Taeng9Cam ngày 14 tháng 11 năm 2015, Taeyeon bất ngờ khi chứng kiến Verbal Jint lần đầu xuất hiện và biểu diễn đoạn rap bài hát bên cạnh cô. Taeyeon lần lượt lên sân khấu lễ trao giải MAMA và giải thưởng Đĩa vàng để đơn ca "I". Cô tiếp tục biểu diễn bài hát trên KBS Gayo Daechukje cuối năm 2015 và trên You Hee-yeol's Sketchbook phát sóng ngày 19 tháng 2 năm 2016. Verbal Jint xuất hiện tại SayPop Concert ngày 1 tháng 4 năm 2016 và trình diễn đoạn rap "I" của anh cùng loạt ca khúc khác sau đó. Taeyeon biểu diễn "I" tại các lễ hội Butterfly Kiss (2016) và Japan Show Case Tour (2018). Ca khúc xuất hiện trong danh sách tiết mục của toàn bộ chuyến lưu diễn châu Á do cô chủ trì: Persona (2017), 's... (2018–2019), ~Signal~ (2019), The Unseen (2020), The Odd of Love (2023) và The Tense (2025).

## Thành tích
Sau khi phát hành được 7 giờ, "I" all-kill bảng xếp hạng thời gian thực trên 8 trang phát nhạc trực tuyến như Melon, Genie, Mnet, Olleh Music, Soribada, Naver Music, Bugs! và Monkey3. Ca khúc ra mắt ở vị trí số một trên bảng xếp hạng nhạc số Circle trong tuần 43 năm 2015 và sau đó dẫn đầu bảng xếp hạng Circle tháng 10 năm 2015. "I" giành tổng cộng 11 giải thưởng (vương miện) chương trình âm nhạc Hàn Quốc hàng tuần tính đến lần gần nhất là vào ngày 22 tháng 11 năm 2015 của Inkigayo. Tờ My Daily công nhận đây là bằng chứng cho thấy sức chạy đường dài của bài hát. Chính sự thành công của "I" đã khiến cho SM Entertainment cởi mở hơn trong việc hợp tác với nghệ sĩ đến từ các công ty giải trí khác kể từ năm 2016. Trước đây, SM Entertainment rất hạn chế hợp tác mà chỉ đầu tư phát triển "gà nhà". Theo thống kê của Circle, "I" bán được 2,5 triệu bản nhạc số tính đến tháng 10 năm 2018. Tại Hoa Kỳ, "I" bán được tổng cộng 15.000 bản nhạc số theo MRC Data tính đến tháng 5 năm 2020.
Tại giải thưởng Âm nhạc Châu Á Mnet 2015, "I" nhận về hai đề cử Trình diễn giọng nữ xuất sắc nhất và Bài hát của năm. Bài hát giúp cho Taeyeon và Verbal Jint nhận giải Hợp tác xuất sắc nhất tại giải Soompi năm 2015. Nhờ thành tích thương mại của "I", Gaon K-Pop Awards trao giải Nghệ sĩ của năm ở hạng mục bài hát của tháng 10 năm 2015 cho Taeyeon. Bài hát nhận giải Bonsang nhưng trượt giải Daesang dành cho bài hát nhạc số tại giải thưởng Đĩa vàng lần thứ 30. Billboard và Dazed lần lượt xếp "I" ở vị trí thứ 2 và thứ 15 trong danh sách 20 bài hát K-pop xuất sắc nhất năm 2015. Cuối thập niên 2010, Billboard đặt bài hát ở vị trí thứ 58 trong danh sách 100 bài hát K-pop xuất sắc nhất thập niên 2010. Melon xếp "I" ở vị trí thứ 79 trong danh sách 100 bài hát K-pop xuất sắc nhất mọi thời đại.
| Năm  | Lễ trao giải                     | Hạng mục                               | Kết quả   | Nguồn         |
| ---- | -------------------------------- | -------------------------------------- | --------- | ------------- |
| 2015 | Giải thưởng Âm nhạc Châu Á Mnet  | Trình diễn giọng nữ xuất sắc nhất      | Đề cử     | [ 62 ] [ 63 ] |
| 2015 | Giải thưởng Âm nhạc Châu Á Mnet  | Bài hát của năm                        | Đề cử     | [ 62 ] [ 63 ] |
| 2015 | Giải Soompi                      | Hợp tác xuất sắc nhất                  | Đoạt giải | [ 64 ]        |
| 2015 | Giải thưởng Âm nhạc Circle Chart | Nghệ sĩ của năm – Bài hát của tháng 10 | Đoạt giải | [ 65 ]        |
| 2016 | Giải thưởng Đĩa vàng lần thứ 30  | Digital Daesang                        | Đề cử     | [ 66 ]        |
| 2016 | Giải thưởng Đĩa vàng lần thứ 30  | Digital Bonsang                        | Đoạt giải | [ 66 ]        |

| Chương trình     | Ngày                 | Nguồn  |
| ---------------- | -------------------- | ------ |
| Show Champion    | 14 tháng 10 năm 2015 | [ 71 ] |
| M Countdown      | 15 tháng 10 năm 2015 | [ 72 ] |
| M Countdown      | 22 tháng 10 năm 2015 | [ 72 ] |
| M Countdown      | 29 tháng 10 năm 2015 | [ 72 ] |
| Music Bank       | 16 tháng 10 năm 2015 | [ 73 ] |
| Music Bank       | 23 tháng 10 năm 2015 | [ 73 ] |
| Music Bank       | 30 tháng 10 năm 2015 | [ 73 ] |
| Show! Music Core | 24 tháng 10 năm 2015 | [ 74 ] |
| Inkigayo         | 18 tháng 10 năm 2015 | [ 75 ] |
| Inkigayo         | 25 tháng 10 năm 2015 | [ 76 ] |
| Inkigayo         | 22 tháng 11 năm 2015 | [ 57 ] |

## Đội ngũ sản xuất
Thông tin ghi công được lấy từ ghi chú trong sách ảnh đính kèm với EP I.
Địa điểm
- SM Blue Ocean Studio, Seoul – Thu âm, trộn âm
- MonoTree Studio, Seoul – Thu âm, chỉnh sửa giọng hát bổ sung

Đội ngũ chính
- Viết lời tiếng Hàn – Taeyeon, Mafly, Verbal Jint
- Viết lời rap – Verbal Jint
- Chỉ đạo giọng hát – G-high
- Giọng hát bè – Taeyeon, Yang Geun-young
- Thu âm – Kim Chul-soon tại SM Blue Ocean, Yoo Ji-sang tại MonoTree
- Vận hành Pro Tools – G-high
- Chỉnh sửa giọng hát bổ sung – G-high tại MonoTree
- Trộn âm – Kim Chul-soon tại SM Blue Ocean

Đội ngũ bản phối khí gốc
- Tiêu đề gốc – "American Beauty"
- Soạn nhạc và phối khí – Myah Marie Langston, Bennett Armstrong, Justin T. Armstrong, Cosmopolitan Douglas, David Quinones, Jon Asher, Ryan S. Jhun

## Bảng xếp hạng
| Bảng xếp hạng (2015) | Vị trí cao nhất |
| -------------------- | --------------- |
| Hàn Quốc (Circle)    | 1               |

| Bảng xếp hạng (2015) | Vị trí cao nhất |
| -------------------- | --------------- |
| Hàn Quốc (Circle)    | 1               |

| Bảng xếp hạng (2015) | Vị trí |
| -------------------- | ------ |
| Hàn Quốc (Circle)    | 39     |

| Bảng xếp hạng (2016) | Vị trí |
| -------------------- | ------ |
| Hàn Quốc (Circle)    | 99     |